# 보험개발원
보험개발원[Korea Insurance Development Institute]은 보험소비자의 권익보호와 보험산업의 발전에 기여하기 위하여 설립된 보험전문 서비스기관이다. 서울특별시 영등포구 여의도동 35-4에 위치하고 있다.

## 연혁

### 2000년대 이전
- 1983년 11월 29일 설립발기인총회
- 1983년 12월 12일 사단법인 한국손해보험요율산정회 설립인가(재무부)
- 1983년 12월 16일 초대 이상선이사장 취임
- 1984년 4월 1일 자동차보험 개별할인할증 정보교환시스템 구축
- 1984년 8월 1일 자동차보험 단체할인할증 정보교환 시스템 구축
- 1984년 9월 1일 《손해보험 통계자료》발간 시작
- 1984년 9월 5일 보험요율의 산정 및 검증기준에 관한 규정제정(재무부 인가)
- 1984년 9월 20일 자동차보험 정보자료 관리요령 제정
- 1985년 10월 1일 자동차보험 기초통계자료 집적, 관리 전산화 및 집적 개시
- 1985년 12월 1일 자동차보험 차량기준가액 산정업무
- 1986년 7월 23일 올림픽보험 및 아시안게임상해보험 약관 개발 및 요율 산출
- 1986년 12월 23일 선박보험 요율자유화에 따른 요율산정 세부지침 작성 및 시행
- 1986년 12월 27일 정관개정(회원의 대표인 이사는 계약자대표인 이사의 수를 초과할 수 없음)
- 1987년 4월 1일 해상보험 기초통계자료 집적, 관리 전산화 및 집적 개시
- 1988년 7월 1일 자체 전산시스템 도입
- 1989년 4월 1일 상해보험 기초통계자료 집적 개시
- 1989년 6월 29일 보험요율산출단체 설립방안 확정(보험심의위원회 및 금융발전심의회 보험분과(위) 심의)
- 1989년 7월 1일 자동차보험 상품, 요율체계 개편(종합보험 상품 완비 및 할인할증제도, 운전자 중심요율제 도입
- 1989년 11월 18일 보험개발원 설립인가(재무부)
- 1989년 12월 1일 보험개발원 개원 기념식, 초대 김봉철원장 취임
- 1989년 12월 1일 화재보험 기초통계자료 집적, 관리 전산화
- 1990년 1월 1일 자동차보험 자료교환 관리요강 시행
- 1990년 4월 1일 화재보험 기초통계자료 집적 개시
- 1990년 4월 16일 생명보험 기초서류 검증 업무 수탁(재무부)
- 1990년 8월 9일 남북한주민왕래보험 요율산출
- 1990년 12월 14일 직업훈련생 재해보상책임보험 요율 산출
- 1991년 4월 9일 제2대 전석영 원장 취임
- 1991년 6월 28일 조사연구실 설치
- 1991년 9월 1일 《보험정보》창간
- 1991년 10월 1일 자동차보험 의료비 사전심사시스템 개발, 보급
- 1992년 3월 1일 생명보험 입원기초통계 집접 개시
- 1992년 3월 11일 자동차기술연구소 설립
- 1992년 4월 1일 AIS-code 제정, 운영 및 자동차보험의료비 통계집적 개시
- 1992년 5월 6일 국가 금융전산망중 보험전산망 전담사업자오 지정(금융전산망추진회)
- 1992년 11월 1일 자동차보험 배상책임보험 가입회사 조회시스템 운영 개시
- 1993년 7월 16일 부가통신사업자 승인
- 1993년 7월 27일 장기손해보험 기초서류확인 업무 시작
- 1993년 7월 30일 자동차보험 의료비 통계자료집 발간 개시
- 1993년 10월 1일 신원보증보험 할인할증관련 기초통계자료 직접 개시
- 1993년 10월 1일 자동차보험 개별할인, 할증 조회시스템 운영 개시(7.1부터 시험운행)
- 1993년 10월 1일 보증보험 기초통계자료 집적 개시
- 1994년 4월 1일 자동차보험 사고 피해자 조회시스템 가동
- 1994년 4월 9일 제3대 김승제 원장 취임
- 1994년 6월 12일 RCAR 정회원 가입(6.12~6.17의 연차총회)
- 1994년 7월 26일 《Insurance Forum》 창간
- 1995년 1월 1일 보험통계월보 발간개시
- 1995년 5월 1일 EDI 업무 개시(개통식 5.9)
- 1995년 5월 1일 자동차보험 인수거부 물건 배정 시스템 운영 개시
- 1995년 9월 1일 보험연구소 설립
- 1995년 12월 15일 국내최초 RCAR 기준에 의한 자동차 충돌시험(저속) 실시
- 1996년 1월 11일 자동차수리비견적시스템(ARECCOM)개발, 보급 시작
- 1996년 2월 1일 자동차 책임보험 미가입자 통보업무 시행
- 1996년 3월 31일 《월간 보험동향》 창간
- 1996년 5월 2일 우리원 홈페이지 공식 개설
- 1996년 9월 16일 인터넷 문헌정보 서비스 개시
- 1996년 12월 24일 제3회 경험생명표 및 개인연금사망률 작성(1997.1.1 시행)
- 1997년 1월 29일 신정보시스템 구축 시작
- 1997년 3월 20일 《技硏뉴스》 창간(자동차기술연구소)
- 1997년 6월 1일 상조회 운영 시작
- 1998년 1월 10일 공시기준이율 공시 개시
- 1998년 2월 1일 정부회계예규에 의한 조달청발주 공사보험 표준요율 산출 제공기관지정 (재정경제부)
- 1998년 2월 16일 퇴직보험 사망률 및 퇴직률 산출
- 1998년 8월 31일 신정보시스템 구축 완료
- 1998년 12월 1일 특종보험 통계자료집 발간 개시
- 1999년 1월 14일 제5대 박성욱 원장 취임
- 1999년 3월 17일 교통법규위반자 보험료 차등화를 위한 공청회 개최
- 1999년 4월 1일 동산종합보험, 배상책임보험, 기술보험 도난보험 기초통계자료 집적 개시
- 1999년 6월 28일 정보화촉진기본법에 의한 국가정보화사업 중 보험분야 담담 금융분과위원회 보험소위원회 주관기관 지정
- 1999년 9월 8일 보험개발연구 한국학술진흥재단에 학술지 등록
- 1999년 9월 9일 자동차 기술연구소, 경기도 이천으로 이전

### 2000년대
- 2000년 1월 17일 수상레저보험 상품개발
- 2000년 2월 12일 경쟁력영향분석보고서 작성기관 지정(금융감독위원회)
- 2000년 2월 29일 보험사기정보망 구축 생,손보통합 단일화기관 지정(보험소위원회)
- 2000년 3월 10일 보험통계연감 발간 작성변경 승인(금융감독원에서 보험개발원으로)
- 2000년 3월 10일 통계법상 정부통계작성기관으로 지정(통계청)
- 2000년 4월 1일 디지털 사무환경시스템 구축
- 2000년 5월 1일 《CEO Report》창간
- 2000년 6월 23일 금융감독원으로부터 보험전문인 시험관리 수탁
- 2001년 3월 21일 강제보험 가입관리 전상망 구축을 위한 사업(건설교통부)
- 2001년 4월 1일 웹기반의 보험정보 제공체제 구축
- 2001년 6월 1일 보험사기 예방을 위한 정보교환시스템(ICPS) 구축
- 2002년 1월 17일 제6대 임재영 원장 취임
- 2002년 1월 22일 자동차 강제보험 가입관리 정보망 (건설교통부) 운영 개시
- 2002년 3월 31일 생명보험 통계자료집 발간개시
- 2002년 7월 1일 생산물배상책임보험 상품개발
- 2002년 8월 5일 제4회 경험생명표 및 개인연금사망률 작성
- 2002년 10월 25일 제1회 경원입원율, 암관련 위험률 산출
- 2003년 1월 1일 보험정보망 무정지 체계 구축
- 2003년 2월 10일 원격지 전산재해복구 백업센터 구축 및 가동
- 2003년 4월 9일 자동차정보제공사업 개시
- 2003년 5월 16일 보험문화대상 수상(한국보험학회)
- 2003년 9월 26일 자동차보험 및 일반손해보험 기초서류 확인 개시
- 2003년 10월 9일 표준작업시간 ISO 9001 인증획득
- 2004년 12월 17일 보험통계조회서비스 확충(웹사이트 개편완료)
- 2004년 7월 20일 제7대 김창수원장 취임
- 2004년 12월 17일 국내 최초 차대차 충돌시험 실시
- 2005년 5월 14일 임직원 자원봉사활동 정례화
- 2005년 6월 15일 AOS사용 100만건 돌파
- 2005년 10월 4일 보험개발원 컨소시엄 퇴직연금시스템(DB형) 공동 개발 완료
- 2005년 12월 1일 보험개발원 컨소시엄 퇴직연금시스템(DC형 및 IRA형) 공동 개발 완료
- 2007년 4월 1일 차량담보 요율차등화제도 시행(신차는 기본등급 적용)
- 2007년 7월 30일 손해보험 표준약관 DB구축
- 2007년 7월 30일 제8대 정채웅 원장 취임
- 2007년 12월 1일 자동차보험 상품개발·확인 모범기준(Best Practice) 개정
- 2008년 2월 26일 보험연구원 개원

### 2010년대
- 2010년 7월 30일 제9대 강영구 원장 취임
- 2010년 11월 26일 부설 보험연구원, 독립법인화

## 주요 업무
- 공정하고 합리적인 보험요율의 산출
- 보험정보·통계의 효율적인 관리·이용
- 보험에 관한 조사·연구

## 조직

### 부원장

#### 기획관리부문
- 경영기획실
- 인력관리팀
- 총무홍보팀
- 개인정보보호팀

#### 보험요율서비스1부문
- 생명보험팀
- 장기손해보험팀
- 요율통계팀
- 약관업무팀

#### 보험요율서비스2부문
- 자동차보험팀
- 일반손해보험팀
- 통계팀
- 정책보험1팀
- 정책보험2팀
- 환경책임보험TF팀

#### 컨설팅서비스부문
- 계리서비스팀
- 리스크서비스팀
- 조사국제협력팀
- IFRS대응팀

#### 정보서비스부문
- IT기획보안팀
- IT개발팀
- 정보서비스1팀
- 정보서비스2팀
- 시스템운영팀

## 소속기관
- 자동차기술연구소

## 사원사

### 손해보험사
- 메리츠화재해상보험
- 한화손해보험
- 롯데손해보험
- 그린손해보험
- 흥국화재해상보험
- 삼성화재해상보험
- 현대해상화재보험
- KB손해보험
- 동부화재해상보험
- 서울보증보험
- AXA손해보험
- 미쓰이스미토모해상화재보험(한국지사)
- 아메리칸 인터내셔널 그룹
- 에이스손해보험(Ace American Fire & Marine Insurance Company 한국지사)
- Federal Insurance Company(한국지사)
- The-K 손해보험
- 에르고다음다이렉트자동차보험
- 현대하이카다이렉트자동차보험

### 생명보험사
- 교보라이프플래닛생명보험
- 한화생명보험
- 알리안츠생명보험
- 삼성생명보험
- 흥국생명보험
- 교보생명보험
- 녹십자생명보험
- 메트라이프 생명보험
- 신한생명보험
- 동부생명보험
- 동양생명보험
- 우리아비바생명보험
- KDB생명보험
- 미래에셋생명보험
- KB생명보험
- 라이나생명보험
- AIA생명
- 푸르덴셜생명보험
- ING생명보험
- 하나생명보험
- 카디프생명보험
- IBK연금보험

## 같이 보기
- 생명보험협회
- 손해보험협회
- 한국화재보험협회
- 보험연구원
- 금융감독원
- 금융위원회